# Kettőscsillag

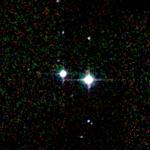
A Messier 40 jelű objektum, egy kettőscsillag (Winnecke 4)

Egy fedési kettős fényességváltozása

A β Lyrae fedési kettős animációja. A rendszert akkréciós korong veszi körül

Kettőscsillag alatt két olyan csillag együttesét értjük, ahol az egymáshoz képesti mozgás során a két komponens tömegvonzása meghatározható. Az észlelő csillagászatban azonban ebbe a kategóriába sorolják az optikai, tehát egymással fizikai kapcsolatban nem álló kettősöket is, mivel pusztán a látvány alapján a kettősség eredete nem tisztázható. A legismertebb, szabad szemmel is megfigyelhető kettős az Alcor és a Mizar (Nagy Medve csillagkép), a kis távcsővel megfigyelhetők egyike az Albireo (narancs/kék pár, Hattyú csillagkép).
Igen gyakori, hogy nemcsak kettő, hanem három vagy még több csillag van egy csoportban. A magyar szóhasználatban viszonylag ritkán használják a többszörös csillag megnevezést; kettőscsillag alatt tehát többszörös csillagokat is értünk.

## A kettőscsillagok típusai
- fizikai kettősök (a komponensek között fizikai kapcsolat van)
  - ellipszoidális kettősök
  - asztrometriai kettősök
  - spektroszkópiai kettősök
    - fedési kettősök
    - színképi kettősök
- vizuális kettősök (vizuálisan elkülöníthető tagok)
  - optikai kettősök (ezek a csillagok közel azonos látóirányba esnek, de térben egymástól távoliak)
  - bináris kettősök (a közös tömegközéppont körül keringenek)
  - közös sajátmozgású kettősök (Cpm, azaz Common Proper Motion párok): sajátmozgásuk megegyezik.

## Fizikai kettősök legnagyobb távolsága
Ha a világegyetemben csak két csillag létezne, azok egymás körül keringenének végtelen hosszú ideig, akármekkora távolság van közöttük.
A valós világegyetemben az egymás körül keringő csillagokra hatással vannak a többi csillagok, amik a kettős egyik tagjára nagyobb gravitációs hatást gyakorolnak, így annak pályája kissé megváltozik, és több hasonló hatás eredményeképpen a kettős eltávolodhat, majd elválhat egymástól (kellően hosszú idő alatt).
A fizikai kettősök egymástól való legnagyobb távolsága a számítások szerint mintegy 0,5 parszek (1,6 fényév) lehet, ebben az esetben a két csillag statisztikailag már 100 millió év alatt elválhat egymástól. Ha a távolságuk egymástól csak 0,1 parszek (0,3 fényév), akár 1 milliárd évig is stabilan együtt tudnak maradni.

## Kettőscsillag-katalógusok
- General Catalogue of Double Stars Within 121° of the north pole (BDS) 1906-ban adta ki Burnham.
- New General Catalogue of Double Stars Within 120° of the north pole (ADS) 1932-ben publikálták, 17 180 párt tartalmazott, összeállítása R. G. Aitken és E. Doolittle munkásságának köszönhető.
- Index Catalogue of Visual Double Stars (IDS) 1963-ban adták ki, 64 247 kettőst tartalmazott.
- Washington Double Star Catalog (WDS) 1984-ben tették közzé az IDS átdolgozása és kibővítéseként. (mintegy 100 000 kettőscsillagot tartalmaz, amit folyamatosan bővítenek)